# Эльмар Иманов
Эльмар Иманов (род. 26 июня 1985, Баку, Азербайджанская ССР, СССР) — немецкий и азербайджанский кинорежиссёр, продюсер, сценарист и актёр.

## Биография
Родился 26 июня 1985 года в Баку, в семье архитекторов. После переезда в Германию и получения среднего образования Эльмар Иманов поступил в Кёльнскую киношколу (Internationale Filmschule Köln) на факультет режиссуры, который окончил в 2012 году. Получасовой дипломный фильм Иманова «Качели гробовщика» получил свыше сорока международных призов, среди которых Студенческий Оскар и Приз немецких кинокритиков за лучший короткий метр года. Следующий короткометражный фильм «Torn» («Врозь»), состоящий из двух новелл (снятый совместно с Энгином Кундагом), участвовал в Двухнедельнике режиссёров в рамках Каннского кинофестиваля. Премьера первого полнометражного фильма Эльмара Иманова — «Конец сезона» — прошла в рамках Роттердамского кинофестиваля в феврале 2019 года. Картина участвовала в конкурсе «Светлое будущее» («Bright Future») и была награждена призом ФИПРЕССИ. В июне 2019 года «Конец сезона» попал в основной конкурс международного кинофестиваля «Зеркало» имени Андрея Тарковского, по итогам которого получил две награды: Приз за профессиональные достижения (с формулировкой «За уникальный авторский взгляд»), а также приз жюри молодых критиков «Голос». В августе 2021 года полнометражный художественный фильм по сценарию Эльмара Иманова «Смерть Отара» получил приз Федерации кинокритиков Европы и Средиземноморья FEDEORA  на фестивале в Карловых Варах.
В 2013 году Эльмар Иманов совместно с Евой Блондио основал продюсерскую компанию COLOR OF MAY, которая успешно работает в рамках международного кинопроизводства. COLOR OF MAY является сопродюсером фильма Бориса Хлебникова «Аритмия» (2017), документальной картины «Долгое эхо» режиссёров Лукаша Лакомы и Вероники Глазуновой, а также фильма «Kabul, City in the Wind» (2018) афганца Абузара Амини.

## Фильмография
- 2010: Я — актёр[19] («Ich bin Schauspieler») — режиссёр, сценарист.
- 2012: Качели гробовщика[20] («Die Schaukel des Sargmachers») — режиссёр, сценарист, актёр, продюсер (специальный приз жюри Ереванского кинофестиваля 2013 года).
- 2014: Torn[4] («Врозь») — режиссёр, сценарист, продюсер.
- 2017: Three steps Архивная копия от 3 сентября 2021 на Wayback Machine — сосценарист, сопродюсер.
- 2017: Долгое эхо Архивная копия от 3 сентября 2021 на Wayback Machine — продюсер.
- 2017: Аритимия — сопродюсер.
- 2018: Kabul, City in the Wind — сопродюсер.
- 2019: Традиция Архивная копия от 18 июля 2019 на Wayback Machine («Tradition») — сорежиссёр, сценарист, продюсер.
- 2019: Конец сезона[5] («End of Season») — режиссёр, сценарист, продюсер.
- 2021: Смерть Отара («Otar’s Death») — сценарист, продюсер, монтажер.